# Pyrrhia hedemanni
Pyrrhia hedemanni är en fjärilsart som beskrevs av Otto Staudinger 1892. Pyrrhia hedemanni ingår i släktet Pyrrhia och familjen nattflyn. Inga underarter finns listade.